# Брук Линн Хайтс
Брок Хейхо (англ. Brock Hayhoe; 10 марта 1986, Торонто), больше известный как Брук Линн Хайтс (англ. Brooke Lynn Hytes) — канадский артист балета и дрэг-квин. Особую известность ему принесло участие в одиннадцатом сезоне шоу «Королевские гонки Ру Пола», где он занял второе место; также он стал первым канадцем принявшим участие в соревновании. В 2019 году стало известно, что он станет судьёй в канадской версии «Гонок».

## Биография
Хейхо родился в Торонто 10 марта 1986 года. В 15 лет начал заниматься в Национальной канадской балетной школе. 

## Карьера
В 20 лет он переезжает ЮАР, в Кейптаун, где начинает выступать в составе местной балетной труппе. Позднее он отправляется в Нью-Йорк, там он примыкает к балету «Трокадеро». В 2014 году Хайтс выигрывает титул Мисс Континенталь.
24 января 2019 года стало известно, что Брук Линн Хайтс примет участие в одиннадцатом сезоне шоу «Королевские гонки Ру Пола». Она отлично показала себя в течение всего сезона, выиграв главное испытание три раза, а также оставаясь в верхней тройке рекордные девять раз. Два раза она была в двойке худших и липсинковала за свою жизнь: против Иви Оддли под песню Деми Ловато «Sorry Not Sorry» (тогда состоялся двойной шантей) и против Ванессы Венджи Матео под песню Ареты Франклин «A Deeper Love». В финале она также сразилась с Оддли в липсинке, однако проиграла и заняла второе место.
В июне 2019 года она появилась на обложке журнала New York.
26 сентября 2019 года стало известно, Брук Линн станет судьей шоу «Королевские гонки Канады».
11 ноября 2019 года на церемонии «People’s Choice Awards» одержала победу в номинации «Most Hypeworthy Canadian».

## Личная жизнь
Брок совершил каминг-аут, когда ему было 18 лет. На шоу у него развился роман с другой королевой, Ванессой Венджи Матео, однако за его пределы он не вышел; многие посчитали роман ненастоящим.